# Magic Warriors 2 : Retour à Tao
Pour plus de détails, voir Fiche technique et Distribution.
Magic Warriors 2 : Retour à Tao ou Magic Warriors II : Le retour à Tao en Belgique (Warriors of Virtue: The Return to Tao, connu sous le nom Warriors of Virtue 2 ou Warriors of Virtue 2: The Return to Tao) est un film d'action de fantasy américain réalisé par Michael Vickerman, sorti en 2002 directement en DVD. 
Le film est la suite de Magic Warriors (Warriors of Virtue), sorti en 1997 et c'est également le dernier film de l'acteur néo-zélandais Kevin Smith, qui est mort pendant le tournage.

## Synopsis
Alors que seulement quelques années se sont écoulées dans le monde réel, des décennies sont passées dans Tao, l'univers parallèle du premier film. Les kangourous ont évolué au fil des ans, ressemblant désormais aux humains, et un nouvel ennemi, Dogon, cherche à prendre le contrôle de Tao.
Ryan Jeffers et son ami  Charles wells (alias Chunky), maintenant âgés de 16 ans, sont des compétiteurs d'arts martiaux à Beijing, lorsque Ryan trouve un bâtiment abandonné représentant les Guerriers de la vertu. En le visitant, il découvre un médaillon et se retrouve soudainement transporté à Tao avec pour mission de sauver les Guerriers de la vertu faits prisonniers. 